# Sotk
Sotk (armeni: Սոթք, fins al 1991 Zod) és una població a la regió de Gelarquniq a Armènia.

## Història
A la fi del segle xix Zod era un poble amb 1100 habitants gairebé tots àzeris, llavors anomenats tatars. però durant la industrialització soviètica dels anys seixanta i setanta del segle xx va esdevenir una ciutat, degut principalment a l'explotació de les mines d'or. En l'actualitat existeix una mina d'or i una fàbrica metal·lúrgica als afores de la ciutat. La ciutat té una basílica i església armènia en ruïnes que data del segle vii, amb làpides del segle xiii a les parets. La ciutat va ser poblada principalment per persones d'ètnia àzeri fins a 1988, quan van fugir a l'Azerbaidjan com a resultat dels enfrontaments ètnics. Els refugiats de Zod van fundar el poble de Yeni Zod en el districte (raió) Goygol d'Azerbaidjan.

## Personatges notables
- Prof. Dr. Ahliman Amiraslanov - Oncòleg, Rector de la Universitat de Medicina de l'Azerbaidjan
- Hafiz Hajiyev, president del modern Partit Musavat de l'Azerbaidjan, candidat presidencial el 2003 i el 2008, exdirector general de l'empresa estatal "Azerfish"[4]
- Etibar Hajiyev (1971-1992) - Heroi Nacional d'Azerbaidjan[5]